# Neutralidade de gênero

Símbolo gênero-neutro

Neutralidade de gênero (português brasileiro) ou género (português europeu), outras vezes conhecida como movimento do neutralismo de gênero, descreve a ideia que visa a linguagem, e outras instituições sociais, de modo a evitar distinguir normas de gênero de acordo com o sexo ou gênero delas, a fim de prevenir a discriminação e segregação resultante da impressão de que existem papéis sociais para os quais um gênero é mais adequado que outro, como objetivo eliminar (desbinarizar ou neutralizar) referência ao sexo ou gênero, em termos de descrever pessoas. Isso pode envolver o desencorajamento do uso de títulos específicos de gêneros da profissão, tais como aeromoça/aeromoço, bombeiro/bombeira, e secretária/secretário, em favor de termos gênero-neutros, como aeromoce, comissárie de bordo, bombeire e secretárie. Termos específicos de outros gêneros, tais como ator e atriz, podem ser substituídos pelo substantivo originalmente masculino (atores utilizado para ambos os gêneros). A neutralidade surge como alternativa ao masculino como norma e genericidades masculina e feminina.
Os pronomes ele ou ela podem ser substituídos por elu ou ile quando o gênero da pessoa a que se refere é desconhecido. Alguns também advogam por um pronome epiceno a ser usado mesmo quando o sexo de uma pessoa é conhecido, em um esforço para remover efeitos subconscientes alegados da linguagem no reforço de género e os estereótipos de género. Além disso, aqueles que não se identificam como mulheres ou homens podem usar um pronome gênero-neutro, como o they singular, para referir-se a elas próprias ou a outras pessoas a se referirem a elas.
Em 2012, um pronome "hen" foi proposto na Suécia. O sueco foi a primeira língua oficial a adicionar um pronome neutro de terceira-pessoa por uma autoridade institucional. "Hen" pode ser usado para descrever qualquer pessoa, independentemente da identificação de sexo ou de gênero.
"Linguagem gênero-neutra" não deve ser confundida com "língua sem gênero" ou "agênera", que se refere a uma língua (idioma) que não tem gênero gramatical.

## Relação a feminismo e masculinismo
Neutralidade de gênero enfatiza a equidade e/ou igualdade de tratamento entre homens e mulheres e as pessoas de qualquer outro gênero, legalmente, sem discriminação de qualquer natureza. Este objetivo é, em princípio, compartilhados com as feministas e masculinistas. No entanto, em termos de neutralidade, a ênfase é sobre transcender a perspectiva de gênero completamente ao invés de focar sobre os direitos específicos de gênero, podendo ser vista como um centrismo. O neutrismo, ou neutralismo, também pode ser usado para se estender ao machismo versus femismo e antifeminismo versus antimasculinismo.
O pós-generismo também é empregado como uma subcategoria de pós-estruturalismo, havendo pessoas que fazem uma ambivalência humanista ou pós-humanista do masculinismo e feminismo, advogando também pelos direitos das pessoas não binárias e não conformes de gênero.

## Relação com o transumanismo
Transcendência de gênero, assim como a sua neutralidade, é parte do conceito transumanista de pós-generismo, ‎que é definida como o movimento para corroer o papel cultural, biológico, psicológico e social do gênero dentro da sociedade.‎
Os defensores do "postgenderism" argumentam que a presença de papéis de gênero, a estratificação social, disparidades e diferenças cogno-físicas são, geralmente, em prejuízo dos indivíduos e da sociedade. Dado o potencial radical para assistência avançadas de opções reprodutivas, pós-generistas acreditam que o sexo para causas reprodutivas irá tornar-se obsoleto, ou que todos os seres humanos pós-gêneros têm a capacidade de, se assim escolherem, levar uma gravidez e conceber uma criança como pai, o que, pós-generistas acreditam, teria o efeito de eliminar a necessidade de gêneros definitivos em tal sociedade.

## Na educação

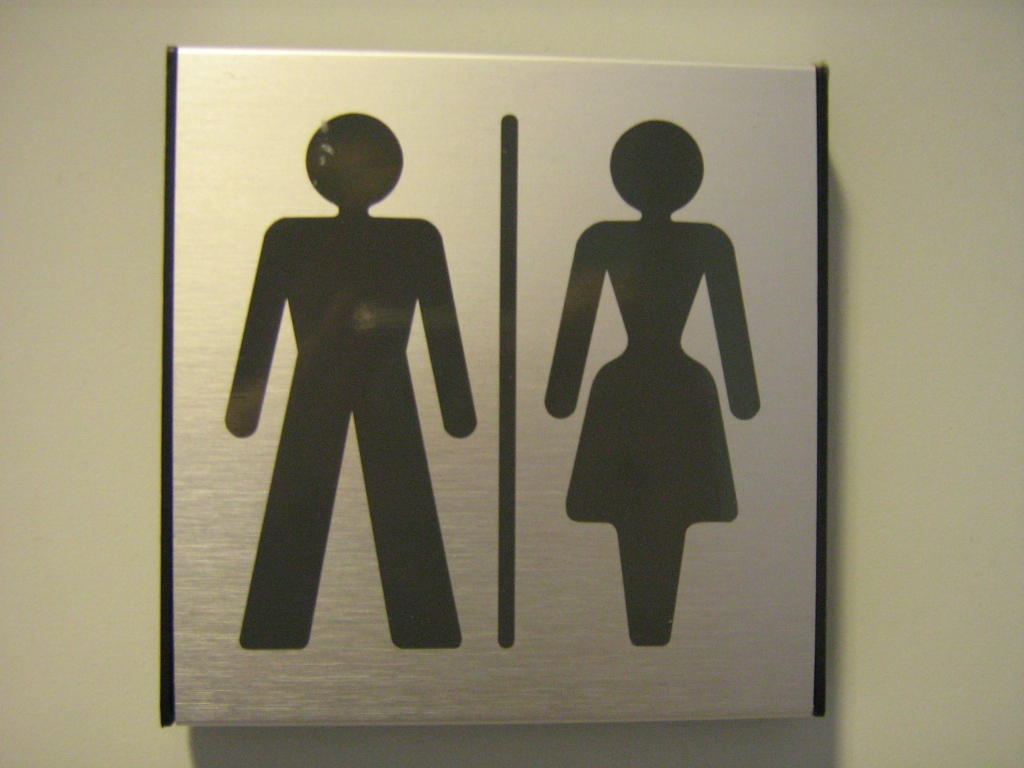
Sinalização sanitária de gênero, Suécia, 2008

Houve alguns avanços na incorporação da neutralidade de gênero na sala de aula. Tentativas de encorajar essa mentalidade nas escolas são demonstradas por instituições como Nicolaigarden e Egalia, duas pré-escolas na Suécia. Seus esforços para substituir os termos "menina" e "menino" pelo pronome neutro de gênero "hen" (equivalente a "menine", no português) garantem aos alunos a capacidade de desafiar ou cruzar fronteiras de gênero. Há, no entanto, preconceitos implícitos no corpo docente e na equipe das escolas que, em última análise, impedem a fluidez de gênero em ambientes de sala de aula. Em um estudo feito em 2016 que mediu as facilitações de atividades gênero-típicas e gênero-neutras de professores durante o jogo livre, concluiu-se que os professores facilitavam as atividades masculinas em taxas mais altas do que as femininas. É sugerido pelo estudo que "Informar os professores sobre essa tendência pode levá-los a refletir sobre suas próprias práticas de ensino e servir como um catalisador para a promoção de práticas de ensino que criam ambientes de sala de aula em que meninos e meninas recebem apoio para engajamento variedade de atividades em sala de aula." Outras sugestões e buscas para ampliar a mentalidade por trás da neutralidade de gênero nas escolas incluem:
- permitir programas e bailes de atendimento e tribunais para acomodar participantes transexuais e casais do mesmo sexo
- a designação de alojamentos e banheiros unissex em casas do campus[21]
- o estabelecimento de organizações estudantis fraternais gênero-neutros
- não separar brinquedos em áreas específicas de gênero
- não terem esportes de gêneros específicos nas lições de educação física[22]

### Código de vestimenta
A abolição de certos códigos de vestibilidade têm sido conservada entre as instituições dependendo das limitações impostas sobre os alunos e o seu conforto em tal vestimenta. Para os alunos transexuais, rigorosos códigos de vestimenta podem complicar o seu caminho em direção a confirmação de sua identidade de gênero, a um custo que pode afetar esses indivíduos bem durante toda a sua vida. Formas em que a conformidade com trajes em instituições pode causar repercussões em outras áreas da vida são fatores como a diminuição do desempenho acadêmico, maior a taxa de abandono, e o aumento da ação disciplinar. Desde 2017, 150 escolas primárias no Reino Unido introduziram uniformes gênero-neutros e os alunos sentem-se mais no controle de sua identidade como resultado desta mudança de política.

## Na parentalidade
Helen Davies descreve o gênero como "a classificação de masculino ou feminino que inclui características sociais, psicológicas e intelectuais. A teoria da neutralidade de gênero é uma teoria que afirma que o sexo biológico não determina inevitavelmente características sociais, psicológicas e intelectuais". Estratégias de controle parental podem ser definidas como qualquer estratégia que um pai usa para alterar, mudar ou influenciar o comportamento, pensamentos ou sentimentos de seus filhos. A meta-análise de Endendijk revela "a base da parentalidade neutra de gênero, também conhecida como PNG, não projeta um gênero em uma criança. Ela permite que responsáveis e seus filhos se afastem da binariedade de gênero". A parentalidade neutra de gênero está permitindo que as crianças sejam expostas a uma variedade de tipos de gênero, para que as crianças possam explorar seu gênero sem restrições da sociedade ou do gênero com o qual nasceram. As estratégias de apoio à autonomia proporcionam à criança uma quantidade apropriada de controle, uma quantidade desejada de escolha, reconhecem as perspectivas da criança e fornecem à criança raciocínios significativos quando a escolha é restringida. Mesmo que uma criança não apresente comportamentos de flexão de gênero, o PNG permite que eles explorem e não sejam constrangidos a partir do gênero com o qual nasceram. Isso pode ser feito através de brincadeiras com brinquedos não estereotipados para o gênero, permitindo que colham suas próprias roupas, permitindo que ajam de forma mais "feminina" ou masculina", e permitindo que as crianças questionem seu gênero. No livro de sociologia Diferenças Sexuais Em Comportamento Social: Uma Interpretação do Papel Social, Alice Eagly teoriza que as diferenças sexuais foram propostas, baseadas em fatores biológicos, na socialização da primeira infância e em outras perspectivas, permitindo que as crianças se expressem sem pressão para serem extremamente masculinas ou femininas. A elas também serão concedido a exposição a papéis de gênero e ser capaz de pensar criticamente sobre eles em uma idade jovem.

## Como expressão de gênero
A neutralidade pode denotar uma expressão de gênero, conotando uma aparência que não é tipicamente feminina nem masculina, em alusão a androginia, que seria a mescla de ambas as expressões, sendo assim nenhuma das duas, por vezes vista como outra totalmente aparte. Há também, quem veja tal neutralidade intermediando ambas as masculinidades e feminilidades, estando no meio, em um espectro linear, como muitos infográficos. Nem todo indivíduo neutro de expressão é de identidade (neutrois).